# Rhamphini
Rhamphini – plemię chrząszczy należących do podrzędu chrząszczy wielożernych z rodziny ryjkowcowatych, dzielone wedle publikacji Alonso-Zarazaga & Lyal z 1999 na cztery podplemiona:i włączne do podrodziny Curculioninae. Jednakże klasyfikacja członków rzeczonego podplemienia poznana została bardzo słabo.
Postacie larwalne chrząszczy tego podplemienia żyją w młodych liściach drzew z rodzin:  nanerczowatych (Anacardiaceae), brzozowatych (Betulaceae), przewiertniowatych (Caprifoliaceae), bobowatych (Fabaceae), bukowatych (Fagaceae), woskownicowatych (Myricaceae), różowatych (Rosaceae), wierzbowatych (Salicaceae) oraz wiązowatych (Ulmaceae). Drążą one tunele i uszkadzają drzewa. Jedyny Pseudorchestes żeruje na roślinach zielnych zaliczanych do astrowatych (Asteraceae).